# Батифоло (Кунео)
Батифоло (итал. Battifollo) је насеље у Италији у округу Кунео, региону Пијемонт.
Према процени из 2011. у насељу је живело 233 становника. Насеље се налази на надморској висини од 853 м.

## Становништво
| 1931. | 1936. | 1951. | 1961. | 1971. | 1981. | 1991. | 2001. | 2011. |
| ----- | ----- | ----- | ----- | ----- | ----- | ----- | ----- | ----- |
| 667   | 634   | 615   | 396   | 316   | 306   | 273   | 263   | 234   |